# Réminiscences de Don Juan
Réminiscences de Don Juan (S. 418) è una fantasia di Franz Liszt su temi tratti dal Don Giovanni di Mozart.

## Storia
È estremamente impegnativo dal punto di vista tecnico e considerato tra i più faticosi dei lavori di Liszt e dell'intero repertorio. Per questo motivo, e forse anche per la sua lunghezza e intensità drammatica, non appare nei programmi di concerti così spesso come i pezzi più leggeri e più popolari di Liszt, come la Rigoletto Paraphrase. Come dice Ferruccio Busoni nella prefazione alla sua edizione dell'opera del 1918, Réminiscences contiene "un significato quasi simbolico come il punto più alto del pianismo". Liszt scrisse l'opera nel 1841 e pubblicò una versione per due pianoforti (S. 656) nel 1877. La versione a due pianoforti ha una forte somiglianza strutturale con l'originale.
Il brano inizia con la musica cantata dal Commendatore, sia quella proveniente dalla scena del cimitero in cui minaccia Don Giovanni ("Di rider finirai pria dell'aurora! Ribaldo audace! Lascia a' morti la pace!") e dal finale dove condanna Don Giovanni all'Inferno. Segue il duetto d'amore di Don Giovanni e Zerlina ("Là ci darem la mano"), insieme a due variazioni su questo tema, poi una fantasia estesa sull'aria dello Champagne ("Fin ch'han dal vino") e infine l'opera si conclude con la minaccia del Commendatore.
Contrariamente forse alla maggior parte delle fantasie sulle opere liriche composte durante il diciannovesimo secolo, la parafrasi di Don Giovanni di Liszt è un'opera molto più strettamente controllata e significativa, laddove la trascrizione dell'opera lirica standard è semplicemente una raccolta di brani famosi.
(Charles Rosen, The Romantic Generation, p. 528)
Durante tutto il lavoro Réminiscences richiede un gran numero di abilità tecniche avanzate al pianista, tra cui passaggi nelle cromatiche di terza, numerose di decima e un'istanza di rapidi salti con entrambe le mani su quasi l'intera larghezza della tastiera che, nelle parole di Heinrich Neuhaus, "ad eccezione di Ginzburg, probabilmente nessuno, tranne la pianola, suonava senza sbavature".
Aleksandr Skrjabin si infortunò la mano destra praticando in modo esagerato questo pezzo e Islamej di Balakirev e scrisse la marcia funebre della sua prima sonata per pianoforte in ricordo della sua mano danneggiata.
Tra le registrazioni celebri di Réminiscences troviamo quelle di Jorge Bolet, Earl Wild, Simon Barere, Grigorij Ginzburg, Louis Kentner, Charles Rosen, Leslie Howard e Leo Sirota. Versioni più recenti sono state registrate da Marc-André Hamelin, Valentyna Lysycja, Matthew Cameron, Min Kwon e Lang Lang.